# Selections from The Bells of St. Mary’s
Selections from The Bells of St. Mary’s – album studyjny Binga Crosby’ego wydany w 1946 roku przez Decca Records. Zawiera utwory, które zostały wykonane przez Crosby’ego w filmie muzycznym Dzwony Najświętszej Marii Panny w 1945 roku.

## Lista utworów
Te nowo wydane utwory znalazły się na 2-płytowym zestawie o prędkości 78 obr./min, Decca Album No. A-410.
płyta 1
| 1. | „Aren't You Glad You're You?” (nagrany 10 września 1945)    | 2:54  |
|    |                                                             |       |
| 2. | „In the Land of Beginning Again” (nagrany 10 września 1945) | 3:07  |
|    |                                                             |       |
|    |                                                             | 06:01 |
|    |                                                             |       |
płyta 2
| 1. | „The Bells of St. Mary's” (nagrany 10 września 1945)         | 3:04  |
|    |                                                              |       |
| 2. | „I'll Take You Home Again, Kathleen” (nagrany 17 lipca 1945) | 2:48  |
|    |                                                              |       |
|    |                                                              | 05:52 |
|    |                                                              |       |